# Roman J. Israel, Esq.
Roman J. Israel, Esq. is een Amerikaanse dramafilm uit 2017 die geschreven en geregisseerd werd door Dan Gilroy. De hoofdrollen worden vertolkt door Denzel Washington, Colin Farrell en Carmen Ejogo.

## Verhaal
Roman J. Israel is een idealistische strafrechtadvocaat uit Los Angeles die hard werkt en steevast opkomt voor de zwakkeren van de samenleving, maar een gebrek aan sociale vaardigheden heeft. Hij werkt al jaren aan een juridisch document waarmee hij het rechtsapparaat hoopt te veranderen.
Wanneer zijn trouwe partner aan een hartaanval overlijdt, ontdekt hij dat zijn partner enkele zaken voor hem verborgen hield. Hun bescheiden advocatenkantoor is bankroet, waardoor hij verplicht wordt een nieuwe baan te zoeken.
Israel belandt uiteindelijk in het grote bedrijf van de gehaaide advocaat George Pierce. Voor zijn nieuwe werkgever mag hij een moordzaak behandelen. Israels cliënt Ellerbee ontkent de moord op een winkeluitbater gepleegd te hebben en onthult dat Carter Johnson de schutter was. Hij legt ook uit waar Johnson te vinden is. Israel probeert een deal te sluiten met de advocaat van het Openbaar Ministerie, maar komt niet tot een akkoord. Wat later wordt Ellerbee vermoord.
Vervolgens besluit Israel om de informatie over Johnsons locatie te delen met de nabestaanden van de vermoorde winkeluitbater. De advocaat ontvangt 100.000 dollar voor zijn informatie. Het geld investeert hij in het creëren van een nieuw, cynisch imago. Zijn vroegere altruïstische houding maakt plaats voor een materialistische levensstijl. Vanaf dan moet Israel leren leven met zijn eigen hypocrisie en de gevaarlijke gevolgen van de keuze die hij gemaakt heeft.

## Rolverdeling
| Acteur             | Personage        |
| ------------------ | ---------------- |
| Denzel Washington  | Roman J. Israel  |
| Colin Farrell      | George Pierce    |
| Carmen Ejogo       | Maya Alston      |
| Amanda Warren      | Lynn Jackson     |
| DeRon Horton       | Derrell Ellerbee |
| Hugo Armstrong     | Fritz Molinar    |
| Amari Cheatom      | Carter Johnson   |
| Lynda Gravatt      | Vernita Wells    |
| Nazneen Contractor | Melina Nassour   |
| Andrew Tinpo Lee   | James Lee        |
| Shelley Hennig     | Olivia Reed      |
| Tony Plana         | Jesse Salinas    |

## Nominaties
| Jaar | Prijs                      | Categorie            | Genomineerde(n)   | Uitslag     |
| ---- | -------------------------- | -------------------- | ----------------- | ----------- |
| 2018 | Academy Award              | Beste acteur         | Denzel Washington | Genomineerd |
| 2018 | Golden Globes              | Beste acteur (drama) | Denzel Washington | Genomineerd |
| 2018 | Screen Actors Guild Awards | Beste acteur         | Denzel Washington | Genomineerd |

## Productie
In augustus 2016 raakte bekend dat Dan Gilroy een rechtbankdrama getiteld Inner City geschreven had en dat Denzel Washington interesse toonde in het vertolken van het hoofdpersonage. Het project, dat aanvankelijk vergeleken werd met The Verdict (1982), werd een maand later opgepikt door distributeur Sony Pictures Entertainment. Daarnaast raakte ook bekend dat Gilroy voor het project opnieuw zou samenwerken met zijn broer en monteur John Gilroy en cameraman Robert Elswit, die beide ook al hadden meegewerkt aan de thriller Nightcrawler (2014).
Eind januari 2017 raakte bekend dat Colin Farrell onderhandelde over een deelname aan de productie. In april 2017 werden ook Nazneen Contractor en Joseph David-Jones aan de cast toegevoegd. In juni 2017 werd Carmen Ejogo gecast. Diezelfde maand werd de titel van de film ook veranderd in Roman Israel, Esq. Ashton Sanders werd eind februari 2017 gecast, maar moest uiteindelijk afhaken vanwege zijn drukke agenda.
De opnames gingen in april 2017 van start in Los Angeles en eindigden in juni 2017.
Roman J. Israel, Esq. ging op 10 september 2017 in première op het internationaal filmfestival van Toronto (TIFF). Omdat de film op het festival niet het gehoopte succes opleverde, werd er nadien nog aan de film gesleuteld. Zo'n twaalf minuten werden uit de film geschrapt en enkele scènes werden verschoven in het verhaal. In november 2017 werd de film in de Amerikaanse bioscoop uitgebracht.